# Radio SRF 2 Kultur
Radio SRF 2 Kultur – szwajcarski kanał radiowy nadawany przez Schweizer Radio und Fernsehen (SRF), niemieckojęzyczną część publicznego nadawcy SRG SSR. Został uruchomiony w 1956 jako DRS 2. W 2012 uzyskał obecną nazwę w ramach nowej marki SRF, obejmującej wszystkie niemieckojęzyczne media publiczne w Szwajcarii. Jest dostępny w analogowym i cyfrowym przekazie naziemnym, a także w Internecie i w niekodowanym przekazie z satelity Eutelsat Hot Bird 13B.
Ramówka stacji poświęcona jest szeroko rozumianej kulturze, obejmuje programy mówione, słuchowiska, a także muzykę, zwłaszcza takie gatunki jak jazz, muzyka poważna, world music, muzyka eksperymentalna, chanson, a nawet wybrane nagrania popowe. W roku 2012 jej średnia słuchalność wyniosła 3,7%, co dało jej czwarte miejsce wśród sześciu publicznych stacji radiowych w języku niemieckim.